# 黒田義久
黑田 義久（くろだ よしひさ、1948年〈昭和23年〉7月1日 - ）は日本の外交官。EU公使等を経て、ウズベキスタン及びタジキスタン駐箚特命全権大使。

## 人物
兵庫県姫路市出身。姫路市立砥堀小学校等を経て、1973年に京都大学法学部を卒業し外務省入省。1974年7月から1977年6月までロシア語研修。
ウラジオストク総領事、ユジノサハリンスク総領事、欧州連合政府代表部公使、レバノン駐箚特命全権大使
を経て、2009年から独立行政法人航海訓練所監事。2010年からウズベキスタン駐箚特命全権大使。タジキスタン兼箚。
家族は妻と娘が1人いる。

## 同期入省
- 河野雅治（11年駐伊大使・09年駐露大使・07年外務審議官・05年総合外交政策局長）
- 塩尻孝二郎（11年EU大使・08年駐インドネシア大使・05年外務省大臣官房長）
- 天野万利（07年OECD事務次長）
- 塩崎修（08年駐ホンジュラス大使）
- 坂場三男（08年駐ベトナム大使・06年外務報道官・中南米局長）
- 伊藤哲雄（09年駐ハンガリー大使・05年駐カザフスタン大使）
- 加来至誠（11年駐ホンジュラス大使、07年駐エルサルバドル大使）
- 杉本信行（01年上海総領事）
- 鈴木一泉（10年駐コロンビア大使）
- 並木芳治（10年駐コスタリカ大使）
- 中村滋（11年駐マレーシア大使・06年駐サウジアラビア大使・04国際情報統括官）
- 岩谷滋雄（10年駐オーストリア大使・07年駐ケニア大使）
- 鹿取克章（11年駐インドネシア大使・06年駐イスラエル大使）
- 塩口哲朗（11年駐ベネズエラ大使・08年駐ヨルダン大使・06年国際協力銀行理事・04年駐コートジボワール大使）
- 水野達夫（07年駐ネパール大使）
- 堀江正彦（07年駐マレーシア大使・04年駐カタール大使）
- 神谷武（11年駐パラグアイ大使・08年駐アルジェリア大使）
- 岡田眞樹（11年駐タンザニア大使・09年農畜産業振興機構理事）
- 小林正雄（11年駐ガボン大使・10年官房調査官）
- 佐藤博史（12年駐キューバ大使）
- 川原英一（13年駐グアテマラ大使）
- 吉田潤（13年駐モーリタニア大使）

## 著作
- 「総領事館ほっとライン(3)ユジノサハリンスク 日本に一番近い外国は「ロシア」」世界週報. 84(31) (通号 4110) [2003.8.19・26]